# ينس أندرياس فريس
ينس أندرياس فريس (بالنرويجية: Jens Andreas Friis)‏ هو مترجم نرويجي، ولد في 2 مايو 1821 في Sogndalsfjøra ‏ في النرويج، وتوفي في 16 فبراير 1896 في كريستيانية في النرويج.

## وصلات خارجية
- ينس أندرياس فريس على موقع IMDb (الإنجليزية)
- ينس أندرياس فريس على موقع قاعدة بيانات الفيلم (الإنجليزية)